# Tommie Green
Tommie L. "Tommy" Green (Baton Rouge, Luisiana, 8 de abril de 1956 - 25 de septiembre de 2015) fue un jugador y entrenador de baloncesto estadounidense que disputó una temporada en la NBA, además de dirigir como entrenador durante cinco años a los Southern Jaguars de la NCAA. Con 1,88 metros de estatura, jugaba en la posición de base.

## Trayectoria deportiva

### Universidad
Jugó durante cuatro temporadas con los Jaguars de la Southern University, en las que promedió 10,9 puntos y 1,9 rebotes por partido.

### Profesional
Fue elegido en la trigésimo quinta posición del Draft de la NBA de 1978 por New Orleans Jazz, con los que disputó una temporada como suplente de Jim McElroy, en la que promedió 3,9 puntos, 2,4 asistencias y 1,0 robos de balón.
Antes del comienzo de la temporada 1979-80 fue despedido, retirándose del baloncesto en activo.

### Entrenador
En 1996 fue nombrado entrenador principal de su alma mater, la Universidad Southern, donde llevaba 10 años ejerciendo como entrenador asistente. Se mantuvo en el cargo durante cinco temporadas, en las que logró 74 victorias y 64 derrotas.

## Estadísticas de su carrera en la NBA

### Temporada regular
| Temporada | Edad | Equipo           | Liga | P  | TIT | MIN  | TC  | TCA | %TC  | 3P | 3PA | %3P | TL  | TLA | %TL  | R.OF. | R.DEF. | REB | ASIS | ROB | TAP | PER | FP  | PTS |
| 1978-79   | 22   | New Orleans Jazz | NBA  | 59 |     | 13.7 | 1.6 | 4.0 | .388 |    |     |     | 0.8 | 1.1 | .762 | 0.3   | 0.8    | 1.2 | 2.4  | 1.0 | 0.1 | 1.5 | 1.9 | 3.9 |
| Total     |      |                  | NBA  | 59 |     | 13.7 | 1.6 | 4.0 | .388 |    |     |     | 0.8 | 1.1 | .762 | 0.3   | 0.8    | 1.2 | 2.4  | 1.0 | 0.1 | 1.5 | 1.9 | 3.9 |